# Боровково (Богородський міський округ)
Боровко́во (рос. Боровково) — присілок у складі Богородського міського округу Московської області, Росія.

## Населення
Населення — 366 осіб (2010; 451 у 2002).
Національний склад (станом на 2002 рік):
- росіяни — 97 %